# 赫梅利夫卡 (羅夫諾州)
50°46′9″N 26°59′26″E / 50.76917°N 26.99056°E
赫梅利夫卡（烏克蘭語：Хмелівка），是烏克蘭西北部的村莊，隸屬里夫內州的里夫內區。該村始建於1629年，面積1.01平方公里，海拔高度186米，2001年人口309。